# Cơ gối
Cơ gối bao gồm:
- Cơ gối đầu
- Cơ gối cổ

Hai cơ này có nguyên ủy từ mỏm gai các đốt sống cổ cuối cùng và các đốt sống ngực đầu tiên. Động tác là duỗi, nghiêng, xoay đầu và cổ.